# Världsmästerskapen i skidskytte 1985
De 21:e Världsmästerskapen i skidskytte för herrar avgjordes i Ruhpolding i Västtyskland mellan 20 februari och 25 februari 1985.
De andra Världsmästerskapen i skidskytte för damer avgjordes i Egg am Etzel i Schweiz mellan 12 februari och 17 februari 1985. Eva Korpela blev den första svenska VM-medaljösen när hon vann brons i damernas distanslopp.

## Medaljfördelning
| Placering | Land          | Guld | Silver | Brons | Totalt |
| --------- | ------------- | ---- | ------ | ----- | ------ |
| 1         | Sovjetunionen | 4    | 1      | 1     | 6      |
| 2         | Norge         | 1    | 3      | 0     | 4      |
| 3         | Östtyskland   | 1    | 2      | 0     | 3      |
| 4         | Finland       | 0    | 0      | 2     | 2      |
| 5         | Västtyskland  | 0    | 0      | 1     | 1      |
| 5         | Italien       | 0    | 0      | 1     | 1      |
| 5         | Sverige       | 0    | 0      | 1     | 1      |